# Strada statale 576 di Furore
La strada statale 576 di Furore (SS 576) è una strada statale italiana che si sviluppa nella provincia di Agrigento.

## Percorso
La strada ha inizio al km 198,100 della Strada statale 115 Sud Occidentale Sicula nei pressi di Ponte Madonna, nel comune di Favara. Sfiora il Villaggio La Loggia e la Masseria Furore fino ad arrivare nel comune di Naro, il cui centro abitato è lambito sul lato sud-occidentale fino ad innestarsi sulla Strada statale 410 di Naro.

### Tabella percorso
| di Furore |                        |      |           |
| Tipo      | Indicazione            | ↓km↓ | Provincia |
|           | Sud Occidentale Sicula | 0,0  | AG        |
|           | Lago Furore            | 5,5  | AG        |
|           | per Favara             | 11,1 | AG        |
|           | Naro                   | 12,5 | AG        |
|           | di Naro                | 14,9 | AG        |